# Dindadahalli, Shikarpur
Dindadahalli là một làng thuộc tehsil Shikarpur, huyện Shimoga, bang Karnataka, Ấn Độ.